# Persea venosa
Persea venosa är en lagerväxtart som beskrevs av Nees & Mart. och Christian Gottfried Daniel Nees von Esenbeck. Persea venosa ingår i släktet avokador, och familjen lagerväxter. Inga underarter finns listade i Catalogue of Life.